# Гольшанский сельсовет
Гольшанский сельсовет — административная единица на территории Ошмянского района Гродненской области Белоруссии.

## Состав
Гольшанский сельсовет включает 46 населённых пунктов:
- Алаховщина — хутор.
- Амброжина — хутор.
- Борок — хутор.
- Великое Поле — хутор.
- Воловики — деревня.
- Гольшаны — агрогородок.
- Горная — деревня.
- Дворище — деревня.
- Дертники — деревня.
- Доргишки — деревня.
- Драглевцы — деревня.
- Зеленка — хутор.
- Зноски — деревня.
- Каменка — деревня.
- Карловщина — деревня.
- Коробы — деревня.
- Козловщина — деревня.
- Кривуля — хутор.
- Лакутиевщина — хутор.
- Личиняты — хутор.
- Лужище — деревня.
- Малая Каменка — хутор.
- Малышковщина — деревня.
- Маркиняты — деревня.
- Мешкути — деревня.
- Михайловщина — деревня.
- Морги — хутор.
- Мультанка — деревня.
- Нарушевцы — деревня.
- Новосяды — деревня.
- Нарцуки — деревня.
- Норшты — деревня.
- Ольшина — хутор.
- Пашкишки — деревня.
- Плебанцы — деревня.
- Паклево — хутор.
- Ремейкишки — деревня.
- Рогинченяты — деревня.
- Родевичи — деревня.
- Семерники — деревня.
- Слобода — деревня.
- Сокотеняты — деревня.
- Тарасовщина — хутор.
- Тимохи — деревня.
- Тюпишки — деревня.
- Чурки — деревня.

22 ноября 2012 года Ошмянский районный Совет депутатов решил упразднить хутор Карловщина Гольшанского сельсовета

## Всемирное наследие
На территории Голландского сельсовета расположена деревня ныне не существующая деревня Тюпишки, вблизи которой находится объект Всемирного культурного наследия- Дуга Струве.